# Szent Jusztinusz
Jusztinusz mártír (ógörögül: Ἰουστῖνος ὁ Μάρτυρ, latinul: Iustinus Martyr) egyházi nevén Szent Jusztinusz (100 körül, Szikem (a mai Náblusz) – 165 körül, Róma) ókeresztény apologéta, filozófus. 

## Élete
Mind az „Apológiákban”, mind a „Párbeszédekben” számos személyes részletet közöl, pl. filozófiai tanulmányairól és megtéréséről; ezek azonban nem önéletrajzok, hanem részben idealizáltak, és különbséget kell tenni bennük a költészet és az igazság között; azonban számos értékes és megbízható támpontot nyújtanak az életéről.
A 2. század legelején született. Születési dátuma bizonytalan, de úgy tűnik, a század első éveire esik. Vélhetően görög eredetű, pogány, római család gyermekeként született a szamáriai Szikem mellett. Eleinte görög bölcseleti iskolákban tanult, megismerkedett a sztoikus, arisztoteliánus, püthagoreus filozófiával is. 
130 körül áttért a kereszténységre, Kis-Ázsiában tanította és védte a keresztény vallást.
Nem sokkal 135 után elkezdett helyről helyre vándorolni, hirdetve újonnan felfedezett keresztény filozófiáját abban a reményben, hogy művelt pogányokat is megtéríthet a vallásnak. Jelentős időt töltött Rómában.
Miután vitatkozott a cinikus Kreszcensz filozófussal, a római prefektusnál felforgatónak bélyegezték, és hat társával együtt halálra ítélték.
Egész pontosan Euszebiosz 150 évvel később Kreszcenszet vádolta azzal, hogy ő okozta Jusztinusz halálát.
Mártíromságáról, lefejezésről hiteles feljegyzések maradtak fenn.

## Művei
Rengeteget írt a keresztény vallás védelmében, azonban a műveiből csak két apológiája és a Dialógus a zsidó Trifonnal című párbeszéde maradt fenn. 
Legismertebb szövege, az Első apológia, ebben szenvedélyesen védi a keresztény élet erkölcsösségét, és különféle etikai és filozófiai érveket sorakoztat fel, hogy meggyőzze Antoninus Pius római császárt az egyházüldözés feladásáról.
Az őskeresztény szentmise folyamatát is leírta egy apologetikában.

## Képgaléria

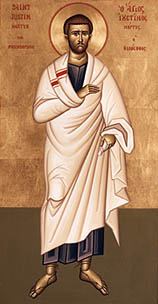
Szent Jusztinusz
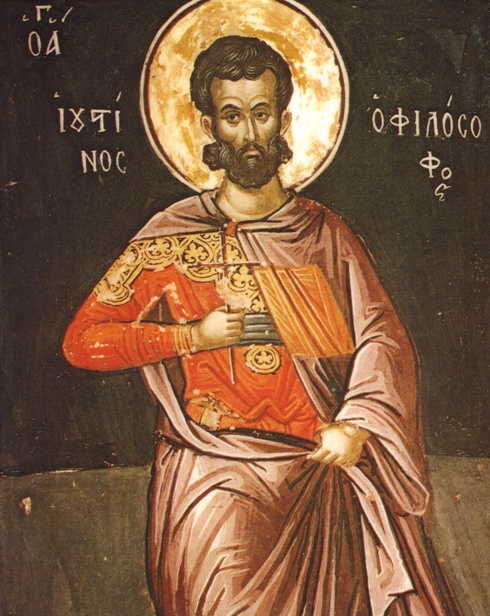
Szent Jusztinusz egy Krétai ikonon
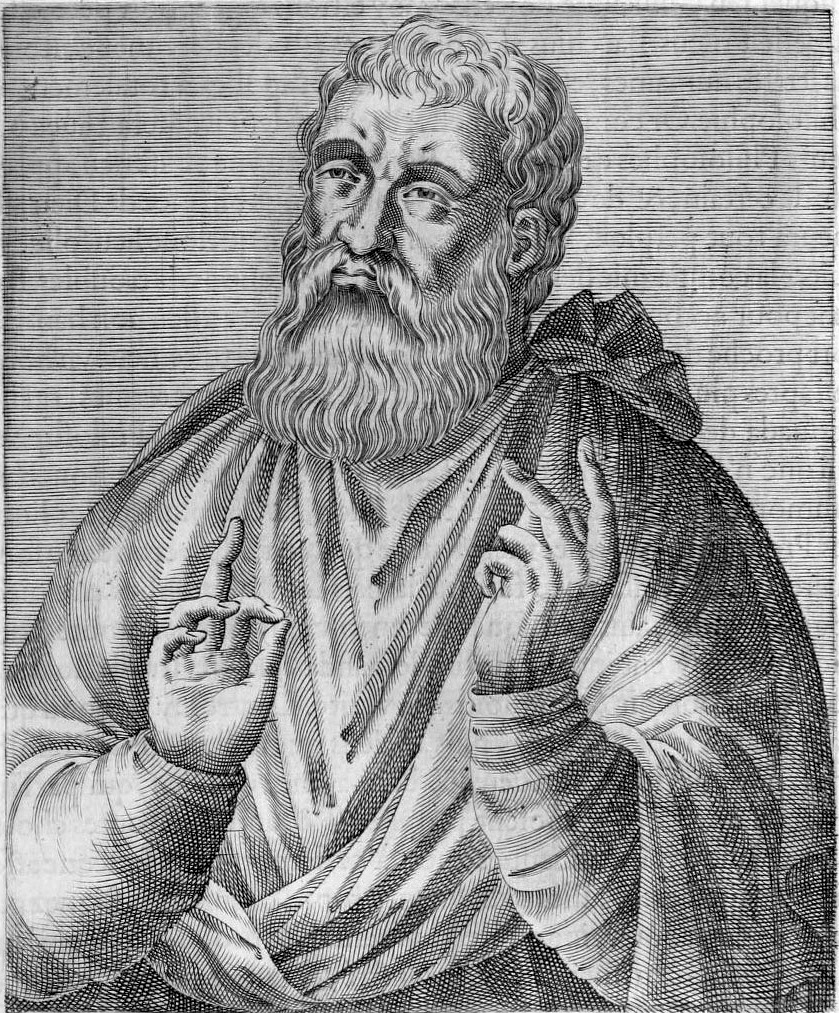
Jusztinusz keresztény vértanú
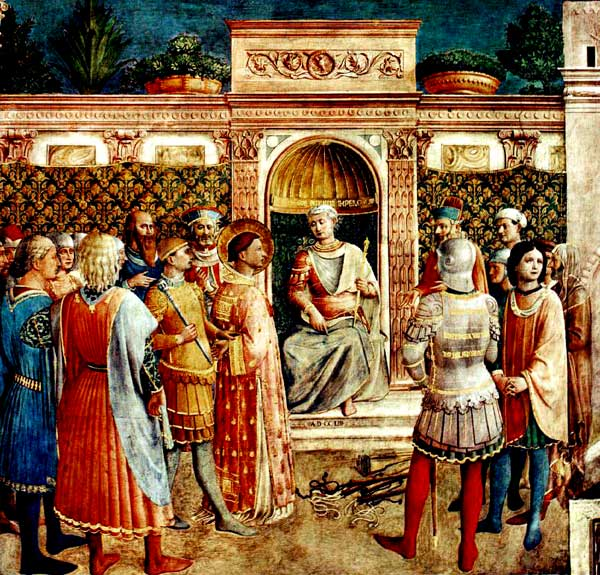
Jusztinusz tárgyalása